# 488 aC
El 488 aC va ser un any del calendari romà pre-julià. A l'Imperi Romà es coneixia com l'any del Consolat de Rútil i Medul·lí Fus (o també any 266 ab urbe condita). La denominació 488 aC per a aquest any s'ha emprat des de l'edat mitjana, quan el calendari Anno Domini va ser el mètode prevalent a Europa per a anomenar els anys.

## Esdeveniments

### Grècia
- L'escultor Glàucies d'Egina fa una estàtua de bronze del tirà Geló I de Gela i Siracusa en commemoració de la seva victòria a la carrera de carros als Jocs Olímpics.[2]

### Sicília
- Teró es converteix en tirà d'Acragant, a Sicília. No es coneix amb seguretat de quina manera va aconseguir la tirania. Poliè diu que la ciutat li va encarregar la construcció d'uns edificis públics i que va utilitzar els diners per contractat un cos de mercenaris amb els quals va assolir el poder.[3][4]

### República Romana
- Espuri Nauci Rútil i Sext Furi Medul·lí Fus són elegits cònsols a Roma.[5]
- Segons Dionisi d'Halicarnàs, Coriolà va dirigir els volscs contra la ciutat de Roma.[6]
- Els volscs, dirigits pel general Coriolà, van ocupar puntualment la ciutat de Pèdum juntament amb Labicum i Corbió.[7]